# Venturia catoptron
Venturia catoptron là một loài tò vò trong họ Ichneumonidae.